# Fotograma (programa)
Fotograma é um programa televisivo da RTPN dedicado ao cinema em língua portuguesa. É um magazine semanal em exibição desde 2007, da autoria e apresentado pela jornalista e realizadora Luísa Sequeira.
O Fotograma foi um programa de cinema da RTPN exclusivamente dedicado ao cinema em língua portuguesa. Com uma estética cinematográfica   “O Fotograma apareceu como um corpo estranho às programações mainstream das televisões nacionais. Veio para abrir brechas nas fileiras inimigas e dar voz a quem muitas vezes tem sido silenciado (leia-se a produção independente). Nele, os realizadores ficam expostos, dizem o que lhes apetece e obrigam-nos a reflectir. O programa encontrou ainda em Luísa Sequeira quem lhe imprimisse uma forte personalidade e atitude. E são estes os factores que distanciam o Fotograma dos outros programas, limitados a debitar agendas, a fazer entrevistas de plástico ou outras formas e fórmulas de "encher chouriços"
Este programa autoral apresentou a produção nacional de cinema e vídeo, das curtas às longas metragens, festivais de cinema, rodagens de filmes, vídeos, documentários e videoclipes.
O Fotograma preencheu uma lacuna na televisão portuguesa.
“A mais importante excepção será provavelmente o canal 2 da RTP, que desde sempre revelou um compromisso exemplar na divulgação do cinema português. Programas como o Câmara Clara, o Onda Curta ou o extinguido Fotograma (este da RTPN) sempre deram um destaque exemplar ao nosso cinema, divulgando o trabalho de cineastas consagrados mas também de jovens realizadores”.